# Maria van Valois (1393-1438)
Maria van Valois (Vincennes, juli of augustus 1393 - Parijs, 19 augustus 1438) was een priores van de “Prieuré Saint-Louis de Poissy”. Zij was de dochter van Karel VI van Frankrijk en Isabella van Beieren.
Ze was de zesde van 12 kinderen. Haar zuster Isabella was gehuwd met Richard II van Engeland en met Karel van Orléans, haar zus Johanna met Jan V van Bretagne. Zij was de derde van de kinderen van Karel VI die de volwassen leeftijd bereikten. Verder waren er nog Michelle, gehuwd met Filips de Goede,  hertog van Bourgondië en Lodewijk, hertog van Guyenne, gehuwd met Margaretha van Bourgondië, de dochter van Jan zonder Vrees. Deze dauphin werd niet oud genoeg om zijn vader op te volgen evenmin als zijn jongere broer Jan van Touraine, die gehuwd was met Jacoba van Beieren. Na nog een zus Catharina  die huwde met Hendrik V van Engeland werd de uiteindelijke troonopvolger geboren, namelijk Karel VII die zou huwen met Maria van Anjou.
Maria's grootouders langs moeders zijde waren Stefanus III van Beieren en zijn eerste vrouw Taddea Visconti. Langs vaders zijde waren dat Karel V van Frankrijk en zijn vrouw Johanna van Bourbon.
Maria werd door haar moeder Isabella voorbestemd voor het religieuze leven, misschien omdat ze de waanzinnigheid van haar man beschouwde als een straf van God.
Als vierjarige neemt ze het abijt aan in de priorij van Poissy op de feestdag van de Geboorte van Maria op 8 september 1397. Ze zal haar geloftes afleggen op 26 mei 1408. Op het ogenblik dat Marie intrad in het klooster was haar tante Marie van Bourbon priores. Samen met Maria van Valois was er nog een andere Marie die intrad namelijk de dochter van Christine de Pizan. Christine beschrijft in haar boek “Le Livre du Dit de Poissy”  hoe ze hartelijk en teder ontvangen werd door de zevenjarige prinses en haar tanta Marie. Christine beschrijft ook het verblijf van Maria als gepast voor een prinses.
Maria zal op haar beurt priores worden en bleef in de priorij. Ze stierf aan de pest en werd begraven in de kerk van Poissy. Na haar dood was haar broer koning Karel de enige die overbleef van de 12 kinderen.

## Voorouders
| Voorouders van Maria van Valois (1393-1438) | Voorouders van Maria van Valois (1393-1438)                                | Voorouders van Maria van Valois (1393-1438)                                | Voorouders van Maria van Valois (1393-1438)                                | Voorouders van Maria van Valois (1393-1438)                                | Voorouders van Maria van Valois (1393-1438)                                  | Voorouders van Maria van Valois (1393-1438)                                  | Voorouders van Maria van Valois (1393-1438)                                | Voorouders van Maria van Valois (1393-1438)                                |
| ------------------------------------------- | -------------------------------------------------------------------------- | -------------------------------------------------------------------------- | -------------------------------------------------------------------------- | -------------------------------------------------------------------------- | ---------------------------------------------------------------------------- | ---------------------------------------------------------------------------- | -------------------------------------------------------------------------- | -------------------------------------------------------------------------- |
| Overgrootouders                             | Jan II van Frankrijk (1319-1364) ∞ 1332 Bonne van Luxemburg (1315-1349)    | Jan II van Frankrijk (1319-1364) ∞ 1332 Bonne van Luxemburg (1315-1349)    | Peter I van Bourbon (1311-1356) ∞ Isabella van Valois (1313-1383)          | Peter I van Bourbon (1311-1356) ∞ Isabella van Valois (1313-1383)          | Stefanus II van Beieren (1319-1375) ∞ 1328 Elisabeth van Sicilië (1310-1349) | Stefanus II van Beieren (1319-1375) ∞ 1328 Elisabeth van Sicilië (1310-1349) | Bernabò Visconti (1319-1385) ∞ 1350 Beatrice della Scala (-1384)           | Bernabò Visconti (1319-1385) ∞ 1350 Beatrice della Scala (-1384)           |
| Grootouders                                 | Karel V van Frankrijk (1338-1380) ∞ 1350 Johanna van Bourbon (1337-1378)   | Karel V van Frankrijk (1338-1380) ∞ 1350 Johanna van Bourbon (1337-1378)   | Karel V van Frankrijk (1338-1380) ∞ 1350 Johanna van Bourbon (1337-1378)   | Karel V van Frankrijk (1338-1380) ∞ 1350 Johanna van Bourbon (1337-1378)   | Stefanus III van Beieren (1337-1413) ∞ 1364 Taddea Visconti (1351-1381)      | Stefanus III van Beieren (1337-1413) ∞ 1364 Taddea Visconti (1351-1381)      | Stefanus III van Beieren (1337-1413) ∞ 1364 Taddea Visconti (1351-1381)    | Stefanus III van Beieren (1337-1413) ∞ 1364 Taddea Visconti (1351-1381)    |
| Ouders                                      | Karel VI van Frankrijk (1368-1422) ∞ 1385 Isabella van Beieren (1371-1435) | Karel VI van Frankrijk (1368-1422) ∞ 1385 Isabella van Beieren (1371-1435) | Karel VI van Frankrijk (1368-1422) ∞ 1385 Isabella van Beieren (1371-1435) | Karel VI van Frankrijk (1368-1422) ∞ 1385 Isabella van Beieren (1371-1435) | Karel VI van Frankrijk (1368-1422) ∞ 1385 Isabella van Beieren (1371-1435)   | Karel VI van Frankrijk (1368-1422) ∞ 1385 Isabella van Beieren (1371-1435)   | Karel VI van Frankrijk (1368-1422) ∞ 1385 Isabella van Beieren (1371-1435) | Karel VI van Frankrijk (1368-1422) ∞ 1385 Isabella van Beieren (1371-1435) |

## Bron
- Georges d'Heylli, Les Tombes royales de Saint-Denis : histoire et nomenclature des tombeaux. Extraction des cercueils royaux en 1793. Ce qu'ils contenaient. Les Prussiens dans la basilique en 1871, 1872, p. 166